# Diamond Bar (Kalifornija)
Diamond Bar je grad u američkoj saveznoj državi Kalifornija. Prema popisu stanovništva iz 2010. u njemu je živjelo 55,544 stanovnika.